# Miconia leucocarpa
Miconia leucocarpa är en tvåhjärtbladig växtart som beskrevs av Dc.. Miconia leucocarpa ingår i släktet Miconia och familjen Melastomataceae. Inga underarter finns listade i Catalogue of Life.